# タキイ研究農場付属園芸専門学校
タキイ研究農場付属園芸専門学校（タキイけんきゅうのうじょうふぞくえんげいせんもんがっこう）は、滋賀県湖南市針にある私立専門学校。農業後継者や園芸技能者の育成を目的として、タキイ種苗株式会社が設置・運営する。

## 概要
1947年に開校。全寮制で、授業料や寮費、食費は学校負担となっている。また学生には研究費も支給される。園芸本科のみの1年制で、卒業生の中から希望者は選考を経て園芸専攻科（1年制）へ進級することもできる。

## 入学資格
入学できるのは、高等学校卒業程度以上の学力を有する24歳以下の独身男子となっている。2021年度入試からは、70年ぶりに年齢制限緩和され、29歳まで出願可能となった。

## 沿革
- 1947年 京都府乙訓郡新神足村（現在の長岡京市）のタキイ長岡研究農場に園芸専修学校を設置。
- 1968年 長岡研究農場の滋賀県甲西町（現在の湖南市）に移転にあわせ、園芸専修学校を一旦廃校とし、タキイ研究農場付属園芸専門学校として同地に改めて設置。
- 1977年 学校教育法の改正により専門学校としての認可を受ける。
- 現在は変化の時を迎えており，学校が大きく変わっていく可能性がある